# Clásica Brujas-La Panne femenina 2021
La 4.ª edición de la Clásica Brujas-La Panne femenina (oficialmente: Oxyclean Classic Brugge-De Panne) fue una carrera de ciclismo de un día que se celebró el 25 de marzo de 2021 sobre un recorrido de 158,8 km con inicio en Brujas y final en la ciudad de De Panne en Bélgica.
La carrera hizo parte del UCI WorldTour Femenino 2021 como competencia de categoría 1.WWT del calendario ciclístico de máximo nivel mundial siendo la tercera carrera de dicho circuito y fue ganada por la ciclista australiana Grace Brown del equipo BikeExchange. El podio lo completaron la danesa Emma Norsgaard del equipo Movistar y la belga Jolien D'Hoore del equipo SD Worx.

## Equipos participantes
Tomaron parte en la carrera un total de 24 equipos invitados por la organización de los cuales 9 fueron equipos de categoría UCI Women's WorldTeam y 15 de categoría UCI Women's Continental Teams, quienes formaron un pelotón de 135 ciclistas de los que terminaron 106. Los equipos participantes fueron:
| translation for headoftableIII_translate index 58 not found (9)- Alé BTC Ljubljana - Team BikeExchange - Canyon-SRAM Racing - Team DSM - FDJ-Nouvelle Aquitaine-Futuroscope - Liv Racing - Movistar Team - SD Worx - Trek-Segafredo UCI Women's continental teams (5)- Ceratizit-WNT Pro Cycling - Cogeas-Mettler-Look Pro Cycling Team - Drops-Le col - Multum Accountants - Rupelcleaning-Champion lubricants Unknown team category (10)- A.R. Monex - Bingoal Casino-Chevalmeire - Hitec Products - Doltcini-Van Eyck Sport-Proximus - Lotto Soudal Ladies - NXTG Racing - Parkhotel Valkenburg - Top Girls Fassa Bortolo - Valcar-Travel & Service - Plantur-Pura |
| |

## Clasificaciones finales
Las clasificaciones finalizaron de la siguiente forma:

### Clasificación general
| \| Clasificación general \| Clasificación general \| Clasificación general \| Clasificación general \| Clasificación general \| \| Ciclista \| Ciclista \| Equipo \| Tiempo \| \| \| --------------------- \| --------------------- \| ------------------------- \| --------------------- \| --------------------- \| \| 1.ª \| Grace Brown \| Team BikeExchange \| 4 h 03 min 17 s \| \| \| 2.ª \| Emma Norsgaard \| Movistar Team \| + 7 s \| \| \| 3.ª \| Jolien D'Hoore \| SD Worx \| + 7 s \| \| \| 4.ª \| Lotte Kopecky \| Liv Racing \| + 7 s \| \| \| 5.ª \| Elisa Balsamo \| Valcar-Travel & Service \| + 7 s \| \| \| 6.ª \| Kirsten Wild \| Ceratizit-WNT Pro Cycling \| + 7 s \| \| \| 7.ª \| Chloe Hosking \| Trek-Segafredo \| + 7 s \| \| \| 8.ª \| Alice Barnes \| Canyon-SRAM Racing \| + 7 s \| \| \| 9.ª \| Amy Pieters \| SD Worx \| + 12 s \| \| \| 10.ª \| Julie Leth \| Ceratizit-WNT Pro Cycling \| + 12 s \| \| |                |                           |                 |
| |                |                           |                 |
| Fuentes: ProCyclingStats Cycling Quotient |                |                           |                 |
| Clasificación general |                |                           |                 |
| Ciclista | Ciclista       | Equipo                    | Tiempo          |
| 1.ª | Grace Brown    | Team BikeExchange         | 4 h 03 min 17 s |
| 2.ª | Emma Norsgaard | Movistar Team             | + 7 s           |
| 3.ª | Jolien D'Hoore | SD Worx                   | + 7 s           |
| 4.ª | Lotte Kopecky  | Liv Racing                | + 7 s           |
| 5.ª | Elisa Balsamo  | Valcar-Travel & Service   | + 7 s           |
| 6.ª | Kirsten Wild   | Ceratizit-WNT Pro Cycling | + 7 s           |
| 7.ª | Chloe Hosking  | Trek-Segafredo            | + 7 s           |
| 8.ª | Alice Barnes   | Canyon-SRAM Racing        | + 7 s           |
| 9.ª | Amy Pieters    | SD Worx                   | + 12 s          |
| 10.ª | Julie Leth     | Ceratizit-WNT Pro Cycling | + 12 s          |

## Ciclistas participantes y posiciones finales
Convenciones:
- AB: Abandonó
- FLT: Retiro por llegada fuera del límite de tiempo
- NTS: No tomó la salida
- DES: Descalificada o expulsada

## UCI World Ranking
La Clásica Brujas-La Panne femenina otorgó puntos para el UCI World Ranking Femenino y el UCI WorldTour Femenino para corredoras de los equipos en las categorías UCI WorldTeam Femenino y Continental Femenino. Las siguientes tablas muestran el baremo de puntuación y las 10 corredoras que obtuvieron más puntos:
| Posición   | 1.ª | 2.ª | 3.ª | 4.ª | 5.ª | 6.ª | 7.ª | 8.ª | 9.ª | 10.ª | 11.ª | 12.ª | 13.ª | 14.ª | 15.ª | 16.ª-20.ª | 21.ª-30.ª | 31.ª-40.ª |
| Puntuación | 400 | 320 | 260 | 220 | 180 | 140 | 120 | 100 | 80  | 68   | 56   | 48   | 40   | 32   | 28   | 24        | 16        | 8         |

| Clasificación |                |                         |        |
| Posición      | Ciclista       | Equipo                  | Puntos |
| ------------- | -------------- | ----------------------- | ------ |
| 1.ª           | Grace Brown    | BikeExchange            | 400    |
| 2.ª           | Emma Norsgaard | Movistar                | 320    |
| 3.ª           | Jolien D'Hoore | SD Worx                 | 260    |
| 4.ª           | Lotte Kopecky  | Liv Racing              | 220    |
| 5.ª           | Elisa Balsamo  | Valcar-Travel & Service | 180    |
| 6.ª           | Kirsten Wild   | Ceratizit-WNT           | 140    |
| 7.ª           | Chloe Hosking  | Trek-Segafredo          | 120    |
| 8.ª           | Alice Barnes   | Canyon SRAM Racing      | 100    |
| 9.ª           | Amy Pieters    | SD Worx                 | 80     |
| 10.ª          | Julie Leth     | Ceratizit-WNT           | 68     |